# Simon Czikowani
Simon Czikowani (gruz. სიმონ ჩიქოვანი; ur. 27 grudnia 1902?/9 stycznia 1903 we wsi Naesakowo, w guberni kutaiskiej, zm. 24 kwietnia 1966 w Tbilisi) – poeta gruziński. 
W latach 1944–1951 przewodniczący Związku Pisarzy Gruzji. W latach 1954–1960 redaktor naczelny pisma społeczno-literackiego "Mnatobi" ("Pochodnia"). Jeden z przywódców ugrupowania futurystów. Uprawiał lirykę refleksyjno-filozoficzną i pejzażową – zbiór Pikrebi Mtkwris piras (Rozmyślania nad brzegami Kury, 1925). 
Stworzył poemat Simghera Dawit Guramiliszwilize (Pieśń o Dawidzie Guramiszwili, 1942–1946). W twórczości często podejmował tematykę polską. Przekłady wierszy Czikowaniego znajdują się w: Antologii poezji gruzińskiej (1961), Antologii poezji radzieckiej (1979) oraz w Poezji gruzińskiej (1985). W Polsce ukazał się jego wybór opowiadań W cieniu gór (1962).